# Petit-Auverné
Petit-Auverné (bretonisch: Arwerneg-Vihan; Gallo: Petit-Auvernaé) ist eine französische Gemeinde mit 437 Einwohnern (Stand: 1. Januar 2022) im Département Loire-Atlantique in der Region Pays de la Loire; sie gehört zum Arrondissement Châteaubriant-Ancenis und zum Kanton Châteaubriant. Die Einwohner werden Alvernes genannt.

## Geografie
Die Gemeinde Petit-Auverné liegt elf Kilometer südöstlich von Châteaubriant und etwa 47 Kilometer nordnordöstlich von Nantes an der Mündung des Petit Don in den Don. Umgeben wird Petit-Auverné von den Nachbargemeinden Erbray im Nordwesten und Norden, Saint-Julien-de-Vouvantes im Nordosten, La Chapelle-Glain im Osten, Vallons-de-l’Erdre im Südosten, Grand-Auverné im Süden sowie Moisdon-la-Rivière im Westen.

## Bevölkerungsentwicklung
| Jahr                       | 1962 | 1968 | 1975 | 1982 | 1990 | 1999 | 2006 | 2014 | 2022 |
| Einwohner                  | 601  | 560  | 508  | 438  | 414  | 386  | 392  | 423  | 437  |
| Quellen: Cassini und INSEE |      |      |      |      |      |      |      |      |      |

## Sehenswürdigkeiten
- Dolmen de Couronne-Blanche
- Ensemble du Moulin de Violette
- Menhir de Chapeneille
- Kirche Saint-Sulpice, 1845–1850 erbaut
- Herrenhäuser La Renaudière, La Heurtebise, La Salmonaie, La Rivière

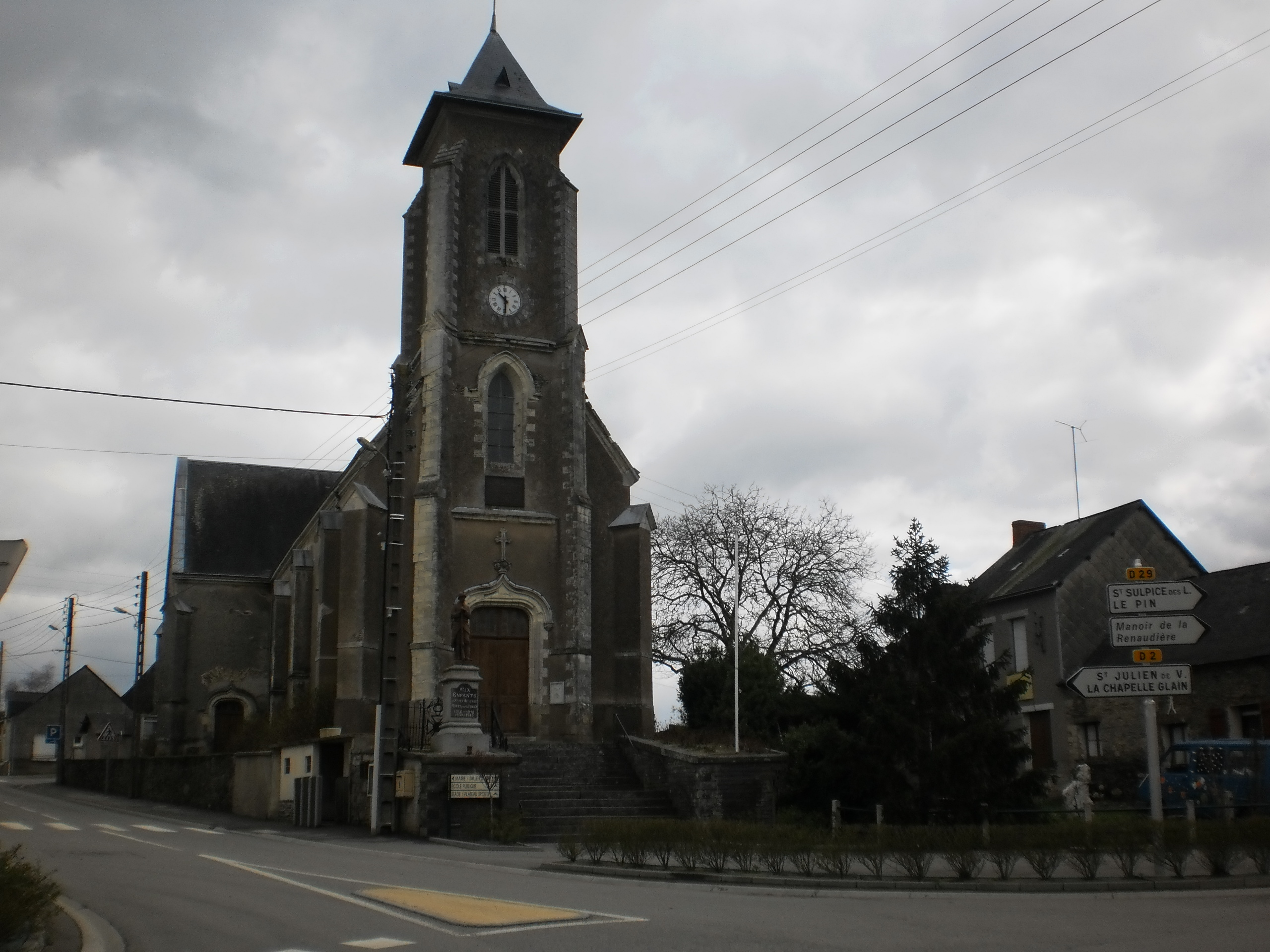
Kirche Saint-Sulpice
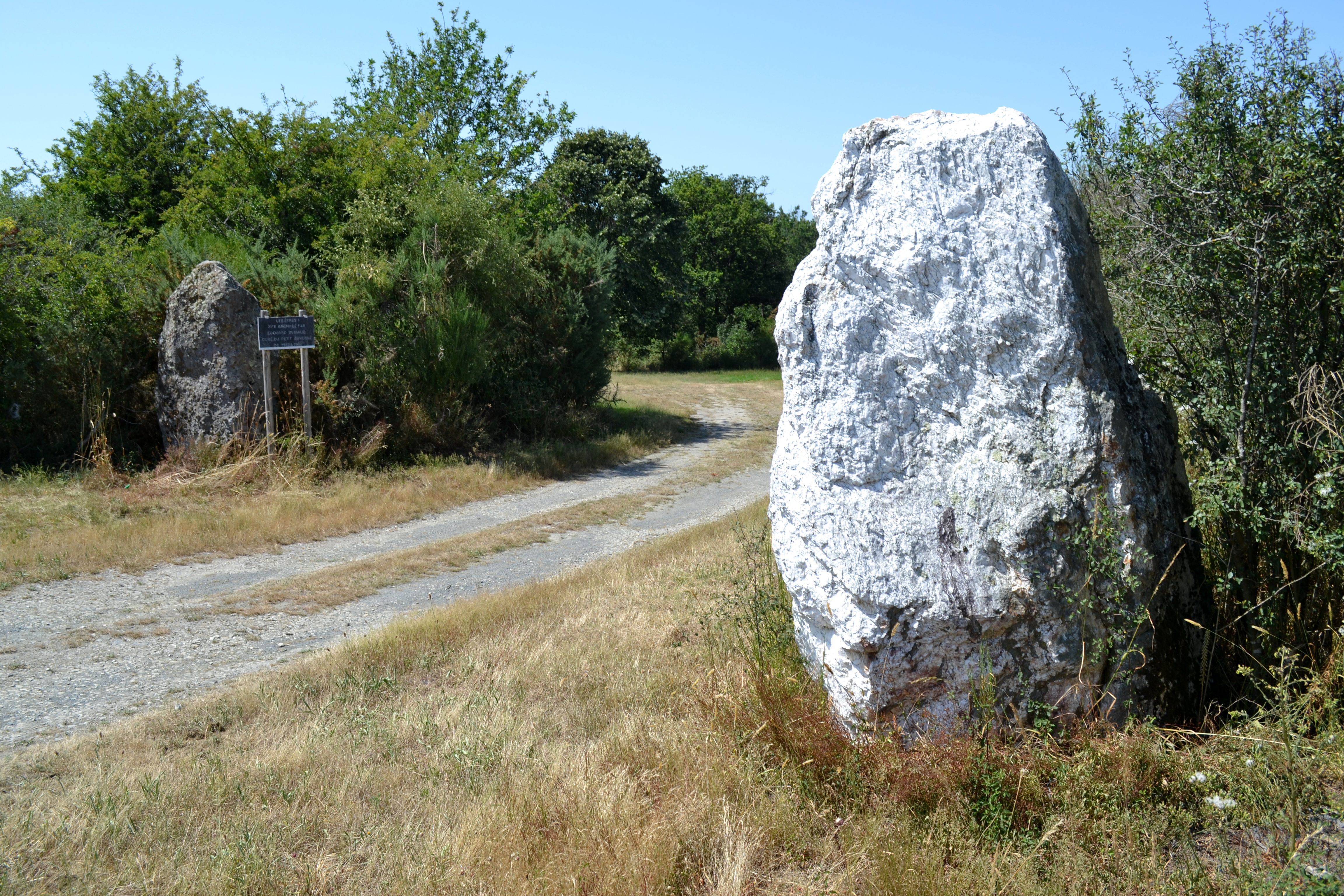
Menhire „Moulin-violette“ beiderseits des Weges